# Catharine Ann Fish Stebbins
Catharine Ann Fish Stebbins (Rochester, 17 agosto 1823 – 8 novembre 1904) è stata un'attivista e docente britannica.

## Biografia
Fu firmataria della Dichiarazione dei Sentimenti alla Convenzione di Seneca Falls nel 1848, all'età di 24 anni.